# Gutevin
Gutevin (Gute Vingåd Aktiebolag) är en vingård, på sydvästra Gotland i Hablingbo, som producerar bland annat vin från lokalt odlade vindruvor. På vingården drivs även en restaurang under sommaren. Även andra alkoholhaltiga drycker produceras, framför allt spritdrycker och utrustning för vinodling saluhålles.
Gutevin var en av de första kommersiella vinodlingarna i Sverige och är även en av de största. Med cirka 10 000 vinstockar av sorterna Phönix och Solaris (vita) och Rondo (blå druva) som alla växer på Näsudden på södra Gotland framställs vita, rosé och röda viner.
Gutevin vann 2006 första pris på utställningen "The BKWine Scandinavian Wine Fair" i Paris för sin spritdryck "Restu Exklusiv". 2009 utsågs Gutevin till årets marknadsförare på Gotland av Marknadsföreningen på Gotland.